# Skogsfrossmygga
Skogsfrossmygga, Anopheles beklemishevi är en tvåvingeart som beskrevs av Stegnii & Kabanova 1976. Skogsfrossmygga ingår i släktet malariamyggor (Anopheles) och familjen stickmyggor, Culicidae. Arten är reproducerande i Sverige. Inga underarter finns listade i Catalogue of Life.